# Helmut Komp

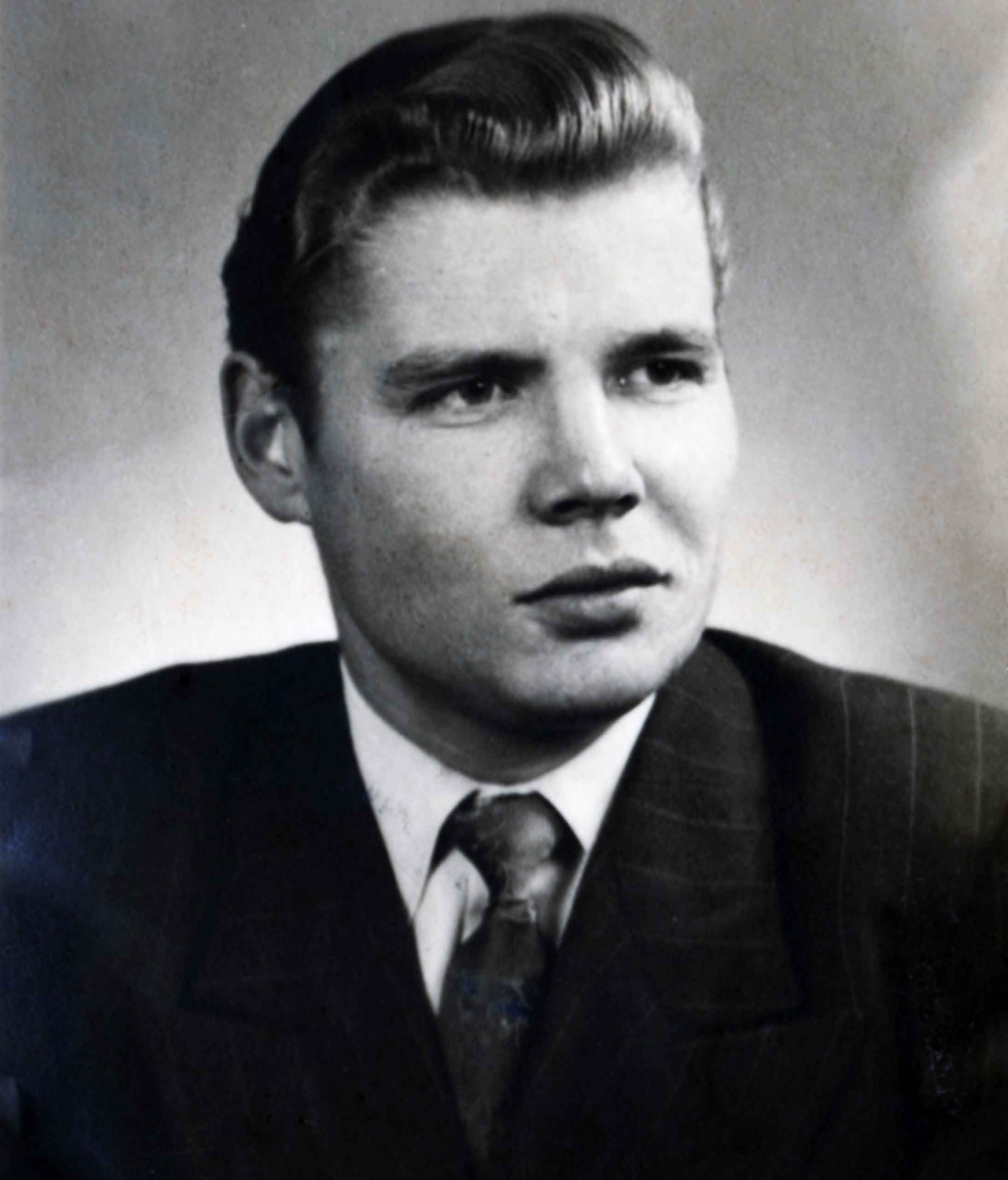
Helmut Komp 1954

Helmut Komp (* 3. Mai 1930 in Königsberg/Pr.; † 21. April 2016 in Leisnig) war ein deutscher Schriftsteller, Lehrer, Übersetzer und Dolmetscher aus Ostpreußen.

## Leben

### Kindheit und Jugend in Ostpreußen

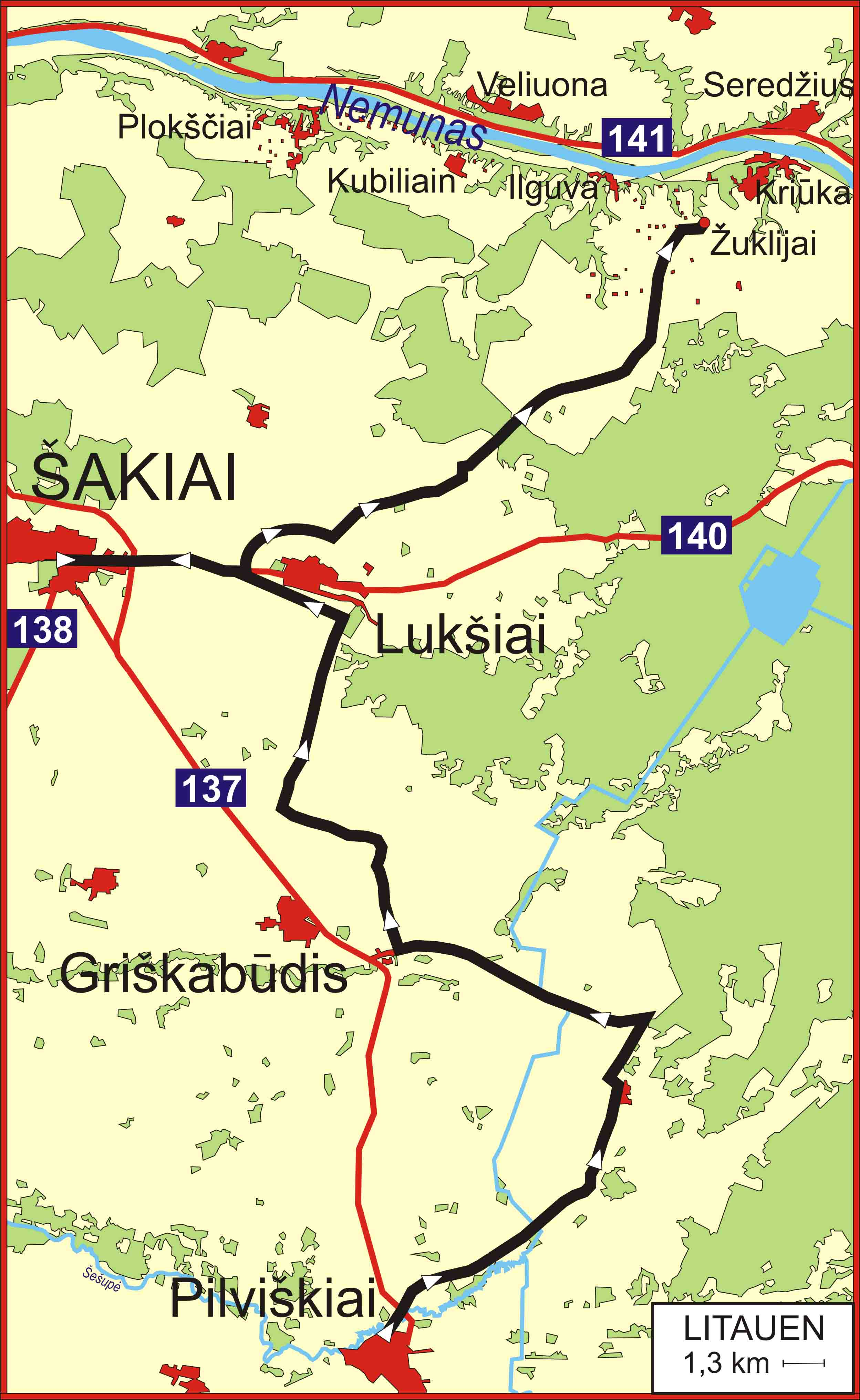
Helmut Komps Pilgerweg
vom 20. April bis 16. August 1947

Helmut Komp wurde am 3. Mai 1930 als Sohn des Flugzeugmotorenschlossers August Otto Komp (* 24. Januar 1901; vermisst ab 8. April 1945) und der Sängerin Anna Maria Komp, geb. Dorsch (* 26. Januar 1902; † 18. September 1945), in Königsberg geboren. Er besuchte von 1936 bis 1944 die Königsberger Kantschule auf der Oberlaak. Im März 1936 wurde er Mitglied beim Deutschen Jungvolk. Im April 1944 begann er eine Lehre als Schriftsetzer bei der Preussischen Zeitung, die durch die sich nähernde Ostfront und die Kriegseinwirkung durch die Schlacht um Ostpreußen im Dezember 1944 endete. Im September 1944 trat er in die Hitlerjugend (Flieger HJ) ein und wurde ab November 1944 deren Kameradschaftsführer. Von Juli 1944 bis August 1944 arbeitete er mit an den Befestigungen der Ostpreußenschutzstellung. Er überlebte die Festung vom 28. Januar 1945 bis 9. April 1945. Anschließend musste er den Tod seiner Mutter und am 24. Oktober 1945 den Tod seiner Schwester Erika durch Verhungern erleben. Die Schwester Irmgard wurde durch die russische Kommandantur in ein Umerziehungslager im Königsberger Vorort Quednau verschleppt und galt ab da als vermisst. Er überlebte das Hungerjahr 1946 gemeinsam mit seinem Bruder Manfred in den Königsberger Stadtruinen mit Gelegenheits- und Aufräumarbeiten gegen Nahrung für die Kommandantur.
Helmut Komp war ein letzter lebender Zeuge, der als damaliger Meldegänger der Wasserschutzpolizei, Amt 8, am 6. April 1945 das bereits in 1,8 m breiten Kisten verpackte Bernsteinzimmer auf dem Königsberger Schlosshof gesehen hat. Um es vor der nahenden Fronteinwirkung zu schützen, wurden die Kisten durch die SS-Gruppe Böhme in die 200 m vom Schloss entfernten Gewölbe der Steindammer Kirche transportiert, wo sie Helmut Komp und sein Bruder Manfred während der täglichen Nahrungssuche noch im Juni 1945 unter fast zusammengebrochenen Gewölbekappen stehen sahen.

### Flucht
Anfang 1947 wurde ein Überleben ohne Arbeit immer aussichtsloser, darum wagte er am 20. April 1947 mit seinem Bruder Manfred, versteckt in einem mit einem Wasserkessel bestückten Güterwaggon, die Flucht aus der besetzten Stadt. Nach einer nächtlichen Zugfahrt auf der Bahnverbindung Königsberg – Leningrad erreichten beide am 21. April 1947 die Stadt Pilviškiai. Dort sprangen sie vor Erreichung des Bahnhofes vom fahrenden Zug ab und schlugen sich bettelnd bis Juli 1947 als sogenannte „Wolfskinder“ südlich bis zur Bauernsiedlung Žukliai, Pfarrgemeinde Paežerėliai an der Memel, in der Nähe von Kriukai durch, wo sie von Vincas und Gene Balevičius († 1988) aufgenommen und versorgt wurden.

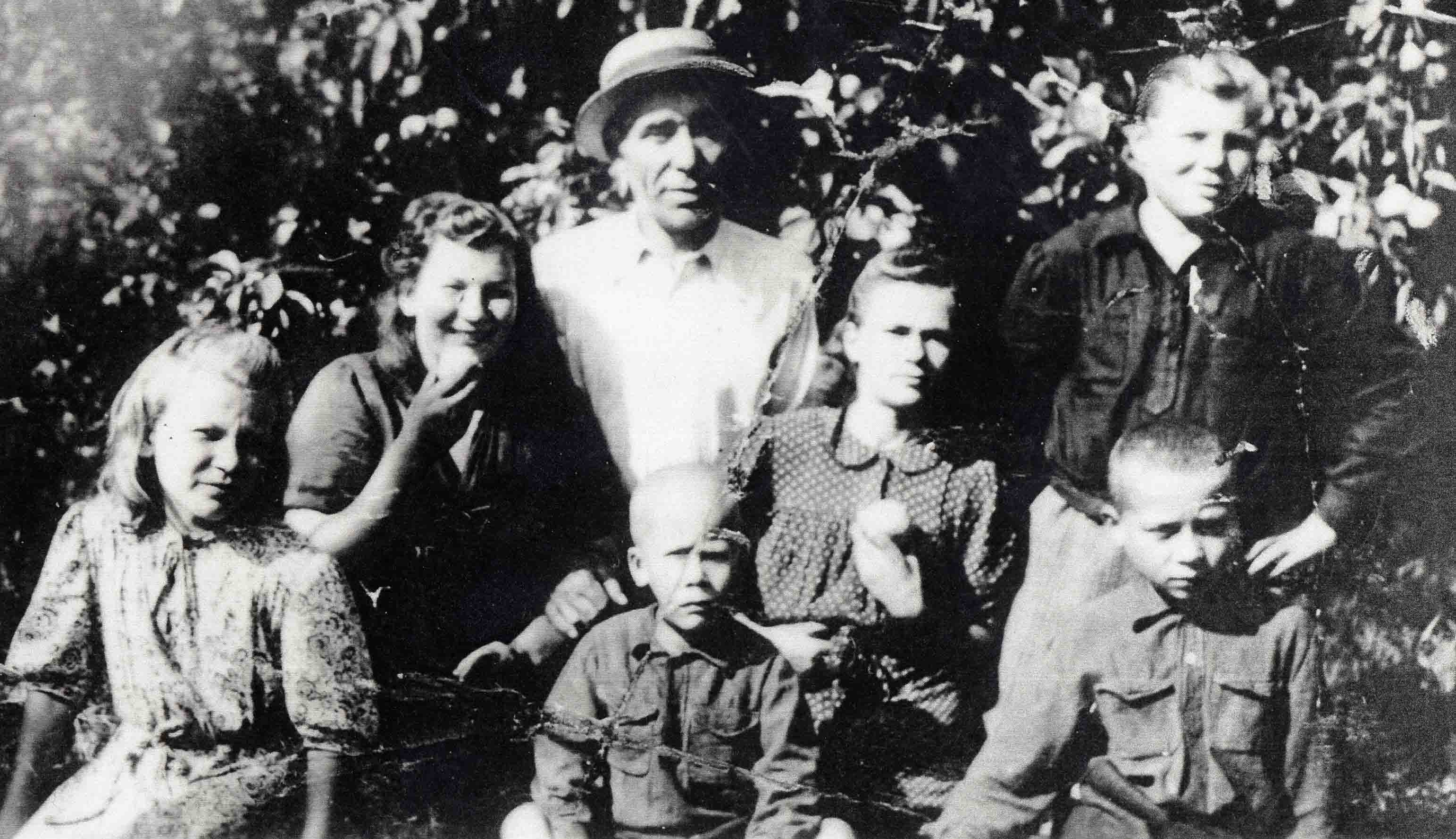
Helmut Komp r. o., Vincas Balevičius (mit Hut) und Gene Balevičius (mit Apfel 2. v. l.) und deren Kinder 1948 in Litauen

Das Bauernehepaar Balevičius unterstützte Helmut Komp, der sich ab da Algimentas Balevičius nannte, wie einen eigenen Sohn. Balevičius Abneigung als späterer nationalistischer Bürgermeister von Žukliai im Jahre 1951 gegen die sowjetische Fremdherrschaft und die jahrhundertelange friedliche Nähe der Litauer zu den Ostpreussen waren die Motive, den deutschen Jungen vor den Säuberungsaktionen der Sowjets über vier Jahre lang zu verstecken. Algimentas unterstützte Balevičius bei der Versorgung der „Grünwalder“-Partisanen in den Wäldern, welche gegen die Sowjets kämpften. Algimentas wurde Mitglied der Kolchose, erlernte die litauische Sprache und wurde zum Brigadier ernannt, weil er als einziger unter den litauischen Vier-Klassen-Schul-Abgängern die Flächenberechnung beherrschte.
Anfang 1948 drohte die Milizverwaltung im nahen Kriukai mit Zwangsmaßnahmen, wenn Komp nicht innerhalb 48 Stunden das Land verlassen würde. Doch wieder halfen Balevičius Beziehungen, schon weil er einen Erntehelfer für die bevorstehende Ernte benötigte. 1951 erhielt er die Aufforderung, sich in Šakiai zu melden, wo er durch die russische Miliz verhört wurde. Am 3. Mai 1951 wird er durch die bewaffnete Miliz nach Kapsukas in ein Auffanglager gebracht. Am 11. Mai 1951 kam er im Güterzug nach Kaunas bis nach Insterburg. Erst hier erfuhr er, dass der Transport nicht, wie befürchtet, in ein Gulag, sondern Richtung Deutschland ging. Der Weitertransport führte über Frankfurt (Oder) bis zum Quarantänelager der Garnisonsstadt Bischofswerda am 12. Mai 1951.

### Leben in der DDR

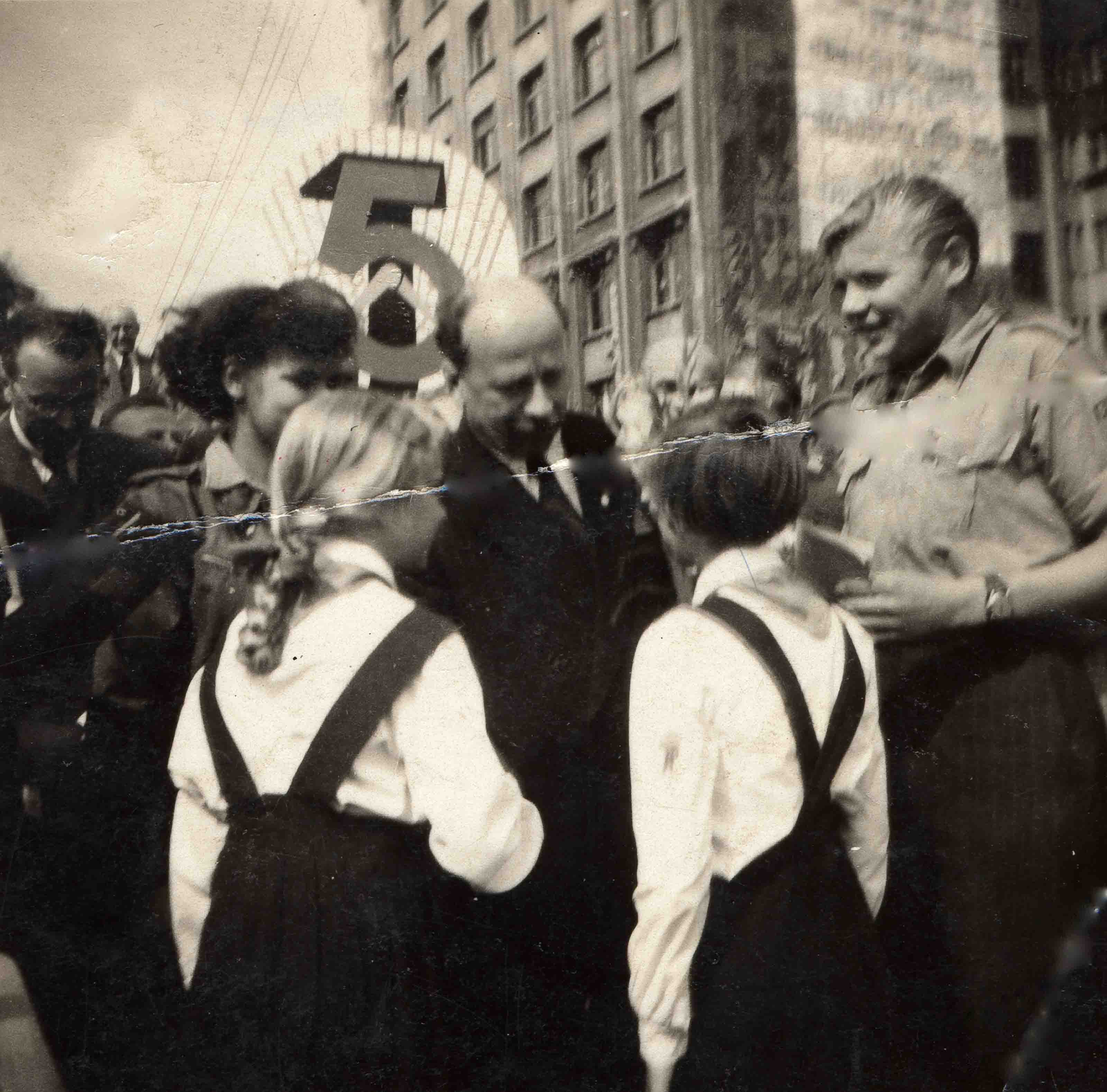
Helmut Komp mit Walter Ulbricht am 23. August 1953 zur Grundsteinlegung des Ring-Café in Leipzig

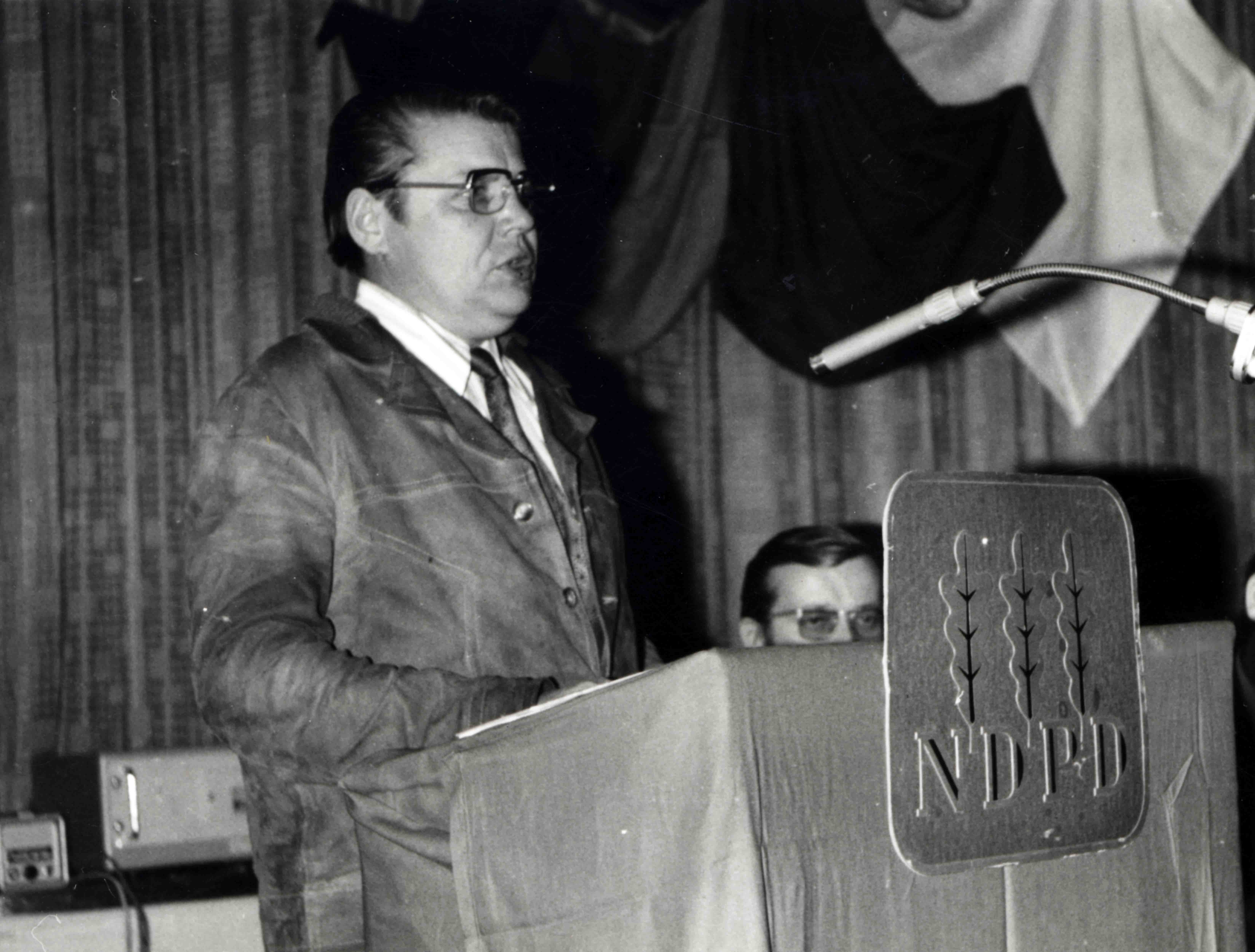
Helmut Komp auf dem NDPD Kreisparteitag 1979 in Döbeln

Am 14. Juni 1951 wurde Helmut Komp aus der Quarantäne, die hauptsächlich in der körperlichen Kräftigung, Zivilisierung und Entlausung bestand, nach Leipzig entlassen. Da er keine Verwandten hatte, erhielt er einen Heimplatz in einer Außenstelle des Martin-Andersen-Nexö-Heims in der Ferdinand-Rohde-Straße 20 und eine Lehrstelle bei der Bauschlosserei Gatzsche in Markkleeberg. Hier blieb er und erwarb bis 1953 den Facharbeiterbrief als Bauschlosser.
Im September 1953 wurde er an die 1947 per Gesetz gegründete Arbeiter-und-Bauern-Fakultät im Leipzig delegiert. Dort erwarb er bis zum Juli 1956 die Hochschulreife und wurde Mitglied der FDJ. Im September 1956 begann er ein Slawistik- und Germanistikstudium an der Humboldt-Universität zu Berlin unter Hans Holm Bielfeldt und Viktor Falkenhahn, das er 1961 mit dem „Staatsexamen für Deutsch und Russisch bis zur 12. Klasse“ erfolgreich beendete. Im August 1955 lernte er in einem Studentensommer im Ferienlager „Neumühle“ in Haynsburg an der Weißen Elster bei Zeitz seine spätere Ehefrau Inge Rüdiger kennen, die er 1959 heiratete. 1962 wurde sein Sohn Stephan geboren.
Über seinen Schwiegervater waren Komp und seine Frau Inge seit Juni 1961 Mitglied der NDPD. Komp war von 1972 bis 1979 Abgeordneter der NDPD im Kreistag des Kreises Döbeln. Von 1961 bis 1963 war er Kreisvorsitzender der NDPD im Kreis Döbeln und von 1963 bis April 1989 Ortsvorsitzender der NDPD-Ortsgruppe Waldheim. Helmut Komp war vom 27. Dezember 1989 bis zum 4. Mai 1990 Mitglied des Runden Tisches in Waldheim.
Seine im Studium erworbenen literarischen Kenntnisse verband er mit seinen litauischen Sprachfähigkeiten und begann 1964 mit seinem Berliner Freund Ewald Jurgschat, litauische Literatur ins Deutsche zu übersetzen. Die Verbindungen nach Litauen pflegte er weiter und reiste regelmäßig zum Teil auch mit der gesamten Familie zurück nach Žukliai.

Helmut Komp als Russischlehrer im Phonetischen Sprachkabinett an der EOS in Waldheim im Mai 1980

Ab September 1961 bis Juli 1963 wurde er Lehramtsanwärter an der Erweiterten Oberschule „Gotthold Ephraim Lessing“ in Döbeln in den Fächern Staatsbürgerkunde, Deutsch und Russisch und legte im Juli 1962 die zweite Lehrerprüfung ab. Ab September 1963 bis Dezember 1979 war er Fachlehrer für Deutsch, Russisch und Klassenlehrer an der Erweiterten Oberschule „Julius Fučik“ in Waldheim. 1974 wurde er Kulturfunktionär des FDGB, Vorsitzender der DSF-Grundorganisation „Julius Fučík“, Mitglied der Kreisfachkommission Russisch in Döbeln und Studienzirkelleiter. Von November 1971 bis Dezember 1971 und von Februar 1978 bis Juli 1978 absolvierte Helmut Komp Russisch-Weiterbildungslehrgänge in Moskau. Von Januar 1979 bis Juli 1982 unterrichtete er Russisch und Deutsch an der Polytechnischen Oberschule „Hans Beimler“ in Leisnig. Von September 1982 bis Juli 1992 war er Fachlehrer für Russisch und Deutsch an der Alexander-und-Gertrud-Neroslow-Polytechnischen-Oberschule in Waldheim.

### Nachwendezeit
Nach der Auflösung der Sowjetunion durfte Komp nach 47 Jahren das erste Mal wieder in seine Heimatstadt Königsberg reisen. 1992 ging Helmut Komp in den Ruhestand. Durch eine Suchaktion beim Deutschen Roten Kreuz fand er im Herbst 1993 nach 47 Jahren seine totgeglaubte Schwester Irmgard in Falkenstein/Vogtl. wieder. Ein Aussprachefehler der russischen Behörde hatte den Nachnamen der Schwester auf „Komm“ verfälscht. Helmut Komp lebte zuletzt im Seniorenzentrum Waldidyll in Paudritzsch, einem Ortsteil der Stadt Leisnig, in Sachsen. Zu den litauischen Schriftstellern unterhielt er umfangreiche Verbindungen und Korrespondenzen. In einem Gedicht schrieb er:
 „Sehnsucht und Wehmut in mir, daß ich’s wieder wag’, an der Kantschul’ zu sein. Auf der Oberlaak.“

## Werk
Helmut Komp übersetzte über 100 Novellen, Romane und Erzählungen, unter anderem von Alfonsas Bieliauskas, Vytautas Jurgis Bubnys, Algirdas Pocius, Romualdas Lankauskas und Kazys Saja, aus der litauischen Sprache ins Deutsche. In der DDR war er neben Irene Brewing der einzige deutsche Übersetzer für litauische Sprache. Dafür wurde er von der litauischen Regierung ausgezeichnet.

## Auszeichnungen
- Aktivist der sozialistischen Arbeit
- Johann-Gottfried-Herder-Medaille (1957) Erstverleihung der DDR
- Auszeichnung der Litauischen Unionsrepublik für die Verdienste zur Verbreitung der litauischen Sprache (August 1979)

## Schriften
- Kinder einer verlorenen Heimat. Eigenverlag, Waldheim, 2005.
- Vogelbeerbäume an der Straße. In: Wilhelm Ruprecht Frieling (Hrsg.): Zum Jahreswechsel 1998/99. Frieling Verlag, Berlin-Steglitz 1999, ISBN 3-8280-0808-9, S. 246.

### Übersetzungen (kleine Auswahl)
- Alfonsas Bieliauskas: Wir sehen uns wieder, Wilma. Verlag Neues Leben, Berlin 1964, Lizenz-Nr. 4170.
- Kazys Saja: Raufbolde und Kobolde. Kinderbuchverlag, Berlin 1976, Lizenz-Nr. 304-270/404/74-(10).
- Vytautas Bubnys: Unter dem Sommerhimmel. Kultur und Fortschritt, Berlin 1976, Lizenz-Nr. 647 1051.
- Vladas Dautartas: Sein ist alle Zeit. St. Benno Verlag, Leipzig 1981, Lizenz-Nr. 480/27/82.
- Kazys Saja: Als ich noch Holzschuhe trug. St. Benno Verlag, Leipzig 1984, Lizenz-Nr. 480/82/83.
- Vytautas Bubnys und Pranas Treinys: Man sieht nur mit dem Herzen gut. St. Benno Verlag, Leipzig 1984, Lizenz-Nr. 480/78/84.
- Vytautas Bubnys: Die Lampe des Engels. Donnerstag drei Uhr. Evangelische Verlagsanstalt, Berlin 1989, Lizenz-Nr. 3-374-00799-6.